# Microencapsulation
 (janvier 2011).
Si vous disposez d'ouvrages ou d'articles de référence ou si vous connaissez des sites web de qualité traitant du thème abordé ici, merci de compléter l'article en donnant les références utiles à sa vérifiabilité et en les liant à la section « Notes et références ».
La microencapsulation est un procédé par lequel on enferme un produit, solide, liquide ou pâteux, dans des microparticules. Si ces microparticules sont creuses (vésiculaires) on parle de microcapsules, si elles sont pleines (matricielles) on parle de microsphères.

## Microencapsulations dans des capsules d'huile
Le Pr. Esther Amstad et son équipe produisent en laboratoire des structures tubulaires pouvant contenir un grand nombre de microcapsules du diamètre d'un cheveu, contenant de l'eau et faite d'huile, dont les propriétés sont contrôlées via les molécules hydrophiles et hydrophobes qu'elles contiennent. Elles peuvent absorber certains produit (molécules polluantes tels que des hydrocarbures dans eau) puis être manipulée pour les relarguer (en fonction de stimuli adéquats). Un espoir est de pouvoir les utiliser à grande échelle pour absorber des polluants de l'air ou de l'eau, ou pour absorber des calories le jour et les relarguer la nuit.  

## Autres formes de microencapsulation
Leur taille varie de 1 µm à plus de 1000 µm. Ces microparticules peuvent être biodégradables ou non.
L'intérêt des microcapsules est leur membrane qui isole et protège le contenu du milieu extérieur, et qui peut être semi-perméable ou rendue perméable dans certaines conditions. Cette membrane peut absorber ou relarguer certains composés. Selon les cas, cette membrane sera détruite lors de l'utilisation pour libérer son contenu (exemple : encarts publicitaires "scratch and sniff" libérant le parfum lorsqu'on écrase les microcapsules), ou bien restera présente tout le long de la libération du contenu, dont elle contrôlera la vitesse de diffusion (exemple : encapsulation de médicaments pour libération ralentie).

## Applications
Selon les molécules encapsulées, des applications sont envisagées pour l'agriculture (engrais), la santé (médicaments), les cosmétiques (parfum), etc. C’est en recourant à la microencapsulation qu’une marque est parvenue à atteindre une concentration de 31 % d’essences de parfums dans la formulation d'une poudre cosmétique compactée dénommée « poudre de parfum ». Dans l'industrie du textile, un parfum persistant ou un actif cosmétique peut être emprisonné pour une action prolongée (sur la peau par ex.). Dans ce dernier cas, on crée une émulsion huile dans l'eau, le produit cosmétique étant contenu dans l'huile, qui se présente alors sous une forme sphérique en suspension très pratique à encapsuler. Les microcapsules sont alors placées dans les fibres même du vêtement parfois dit cosmétotextile.
Dans le domaine de la santé des microcapsules permettent de délivrer et lentement libérer une quantité précise de médicament dans l'organisme. Elles peuvent être injectées en intra-musculaire, ou sous la peau ou dans tous tissus d'intérêt, comme le cerveau, le foie, l'espace intrathécal, etc. La libération du principe actif peut durer plus de six mois.
Les microparticules peuvent également être utilisées en chimioembolisation : chargées de substance anticancéreuse, elles sont injectées via un cathéter sous contrôle radioscopique dans la microcirculation qui irrigue une tumeur. Les microparticules ont alors une double action :  elles provoquent la nécrose de la tumeur par oblitération de ses capillaires nourriciers, et elles traitent la tumeur in situ en y libérant lentement l'agent anticancéreux.
Les polymères les plus utilisés en santé sont les dérivés des acides lactiques et glycoliques (PLGA, PLA), l'éthyl-cellulose, ou la poly-epsilon-caprolactone qui sont biodégradables.

## Procédés de fabrication
L'encapsulation de substances dans des enveloppes de microparticules peut être faite par polymérisation interfaciale, réticulation interfaciale, émulsion suivie d'une évaporation ou extraction du solvant, double émulsion évaporation/extraction de solvant, spray drying, prilling, coacervation.
Le choix de la technique et des constituants de la membrane dépend de l'application et des facteurs tels que la dimension particulaire, l'épaisseur de la paroi, l'imperméabilité, la stabilité thermique, la dégradabilité, et la compatibilité et l'adhérence à l’environnement de l'utilisation finale. 
Ces techniques sont utilisées pour réaliser des microcapsules thermochromiques.

## Bioencapsulation
C'est un domaine particulier de la microencapsulation.
La bioencapsulation consiste à encapsuler un matériel actif d’origine biologique, dans des sphères ou des capsules de diamètre variable. Le matériel encapsulé peut être une enzyme, un peptide, de l’ADN, ou bien même des cellules vivantes, des micro-
organismes, etc. avec des applications multiples dans des domaines aussi variés que la thérapeutique, l’agriculture, l’environnement ou l’industrie alimentaire.

## Principaux acteurs en France
Ils  peuvent être classés de plusieurs manières :
- Par métier ou secteur d'activités (chimie, pharmacie, agroalimentaire, arts graphiques, papeterie, etc.)
- Par offre : les fabricants de produits, les fabricants à façon, ou les intégrés (en général des groupes industriels fabricant leurs propres ingrédients encapsulés pour leur propre besoin).

On retrouve parmi eux des sociétés comme Capsulae, Gem'innov, Euracli, Creathes, Encapsys, Calyxia, BASF, Dow Chemical, Givaudan ou Mane.